# Station Beverley
Beverley is een spoorwegstation van National Rail in Beverley in East Riding of Yorkshire, Engeland. Het station is eigendom van Network Rail en wordt beheerd door Northern Rail. Het station is Grade II listed